# Familia Mocenigo

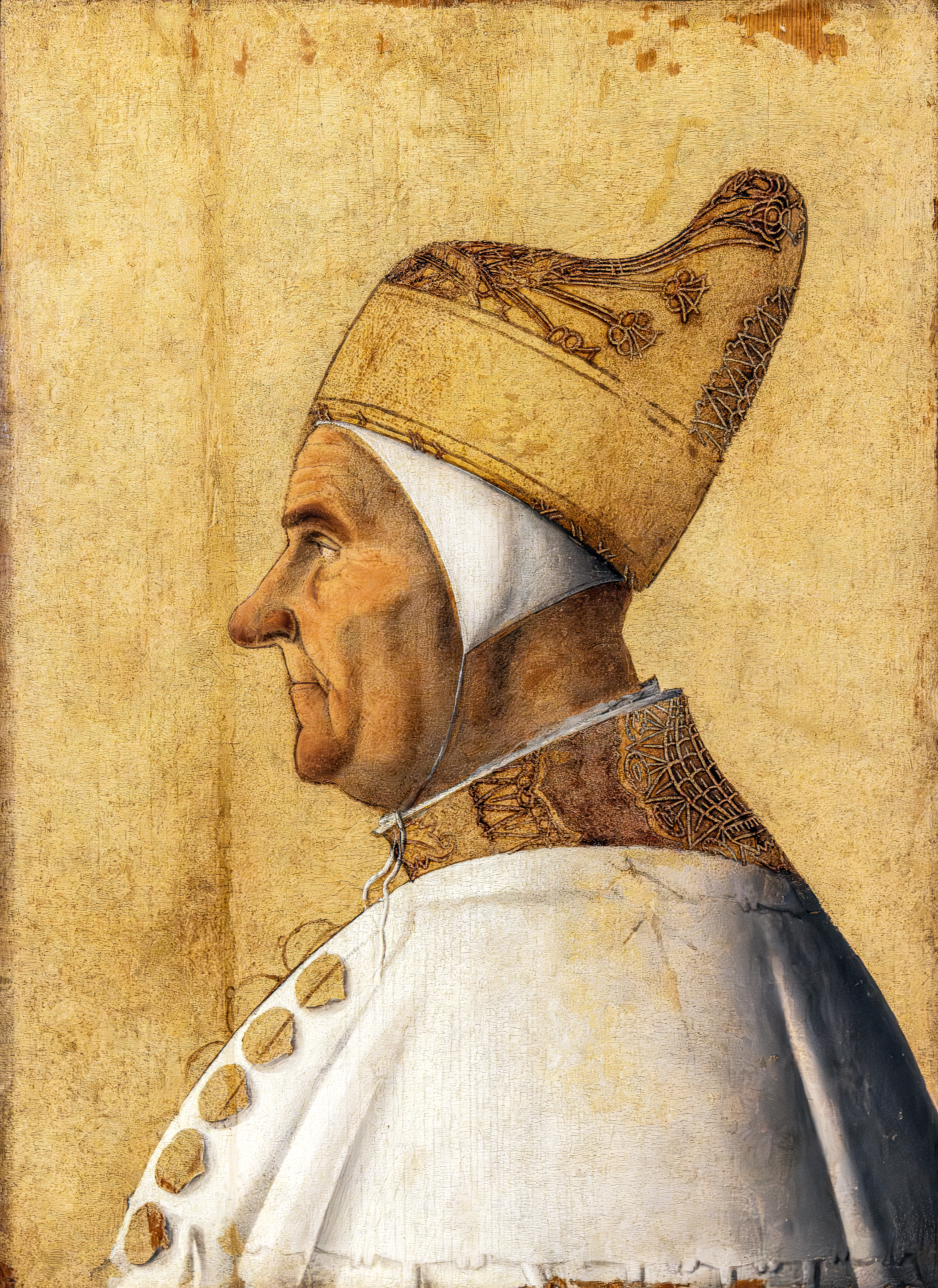
Giovanni Mocenigo, doge de 1478 a 1485.

La familia Mocenigo fue una prominente familia veneciana de origen lombardo. Muchos de sus miembros fueron dogos de Venecia, estadistas y soldados. Los más importantes Mocenigos fueron:
- Tommaso Mocenigo (1343-1423), dogo 1414-1423.
- Pietro Mocenigo, dogo de 1474 a 1476.
- Giovanni Mocenigo, dogo de 1478 a 1485.
- Luigi Mocenigo (Alvise I Mocenigo), dogo de 1570 a 1577.
- Andrea Mocenigo (vivió entre los siglos XV y XVI), senador de la república e historiador.
- Giovanni Mocenigo (1558-1623), mercader veneciano que acusó a Giordano Bruno.
- Luigi Mocenigo (Alvise II Mocenigo), dogo de 1700 a 1709.
- Sebastiano Mocenigo, dogo de 1722 a 1732.
- Alvise Giovanni Mocenigo, dogo de 1763 a 1788.